# لد زپلین ۴
آلبوم بدون‌نام چهارم گروه راک بریتانیایی لد زپلین، که معمولاً با عنوان لد زپلین ۴ (به انگلیسی: Led Zeppelin IV) شناخته می‌شود، در ۸ نوامبر ۱۹۷۱ توسط اتلنتیک رکوردز با تهیه‌کنندگی جیمی پیج منتشر شد. آلبوم بین دسامبر ۱۹۷۰ تا مارس ۱۹۷۱، در مکان‌های گوناگونی ضبط شده که پر استفاده‌ترین آن‌ها خانهٔای ویکتوریایی به‌نام هدلی گرنج بود.
پس از آن‌که آلبوم سوم گروه، لد زپلین ۳، بعضاً نقدهای نه‌چندان مثبتی دریافت کرد، پیج تصمیم گرفت هیچ نامی بر روی آلبوم چهارم گروه قرار ندهد. این موضوع، و نمادهایی طراحی‌شده‌ای که برای هر یک اعضا ایجاد شده و در بسته‌بندی آلبوم جای داده شد، باعث شد تا این آلبوم با نام‌های گوناگونی از جمله، '، چهار سمبل، آلبوم چهارم، بدون‌نام، سخنان مرموز، گوشه‌نشین، و زوسو (به شکل ZoSo، اشاره‌ای به نماد جیمی پیج) شناخته شود. به دلیل بی‌نام بودن آلبوم، هیچ نامی از گروه یا اعضا بر روی جلد آلبوم قرار نگرفته تا اعضای گروه از جنجال رسانه‌ای و پرسش‌های متعدد آنان در امان بمانند.
آلبوم در نقدها بسیار مورد ستایش قرار گرفت و فروش فوق‌العاده‌ای نیز داشت. تعدادی از ترانه‌های پرطرفدار و مشهور گروه مانند سگ سیاه، راک اند رول، به کالیفرنیا می‌روم و ترانه شاخص گروه پلکانی به سوی بهشت در این آلبوم قرار دارند. آلبوم همچنین با فروش ۳۶ میلیون نسخه یکی از پرفروش ترین آلبوم‌های تاریخ موسیقی است که این موضوع شد ۲۳ بار گرواهی پلنتیوم را از انجمن صنعت ضبط موسیقی ایالات متحده آمریکا دریافت کنند. بدین‌ترتیب، این آلبوم در جایگاه دومین آلبوم پرفروش تاریخ در ایالات متحده قرار دارد. منتقدین و نویسندگان اغلب این آلبوم را در رده بهترین آلبوم‌های راک تاریخ قرار می‌دهند.

## فهرست ترانه‌ها
| سمت نخست | سمت نخست             | سمت نخست                          | سمت نخست |
| شماره    | نام                  | نویسنده(ها)                       | مدت      |
| -------- | -------------------- | --------------------------------- | -------- |
| ۱.       | «سگ سیاه»            | جان پل جونز، جیمی پیج، رابرت پلنت | ۴:۵۴     |
| ۲.       | «راک اند رول»        | جان بونهام، جونز، پیج، پلنت       | ۳:۴۰     |
| ۳.       | «جنگ برای همیشه»     | پیج، پلنت                         | ۵:۵۱     |
| ۴.       | «پلکانی به سوی بهشت» | پیج، پلنت                         | ۸:۰۲     |

| سمت دوم | سمت دوم                | سمت دوم                             | سمت دوم |
| شماره   | نام                    | نویسنده(ها)                         | مدت     |
| ------- | ---------------------- | ----------------------------------- | ------- |
| ۵.      | «آبجو رازآلود کوهستان» | جونز، پیج، پلنت                     | ۴:۳۸    |
| ۶.      | «چهار تکه چوب»         | پیج، پلنت                           | ۴:۴۴    |
| ۷.      | «به کالیفرنیا می‌روم»   | پیج، پلنت                           | ۳:۳۱    |
| ۸.      | «زمانی که سد بشکند»    | بونهام، جونز، ممفیس مینی، پیج، پلنت | ۷:۰۷    |